# Leszek Żuliński
Leszek Stanisław Żuliński (ur. 25 sierpnia 1949 w Strzelcach Opolskich, zm. 6 czerwca 2022) – polski krytyk literacki, poeta, publicysta, felietonista.

## Życiorys
Debiutował na łamach prasy w 1971 r. Ukończył studia w Instytucie Filologii Polskiej Uniwersytetu Warszawskiego (1973 r.). Pracował następnie w Krajowej Agencji Wydawniczej jako redaktor (1973–1982). Był kierownikiem działu lit. pism: „Tu i Teraz” (1982–1986), „Kultura” (1986–1987) i „Wiadomości Kulturalne” (1994–1998). Pełnił funkcję sekretarza redakcji w „Literaturze” (1987–1994). Współpracował z wieloma pismami kulturalnymi i literackimi; publikował m.in. w „Autografie”, „Twórczości”, „Gazecie Kulturalnej” oraz w piśmie „The Voice. Polish-American Media”, wydawanym w USA. Od 1997 r. opublikował cykl felietonów „Czarne dziury” w „Aneksie” – dodatku kulturalnym do „Trybuny”. Od 2000 r. był pracownikiem TVP SA.
Według zasobów archiwalnych Instytutu Pamięci Narodowej od 24 października 1974 do 22 stycznia 1990 roku był tajnym współpracownikiem Służby Bezpieczeństwa ps. „Jan”, specjalizował się w rozpoznawaniu antysocjalistycznej działalności środowiska młodoliterackiego.
Członek: Związku Literatów Polskich (1980–1981 i od 1983), w tym członek i skarbnik Zarządu Głównego (od 2003), SD PRL (1989–1990), Stowarzyszenia Dziennikarzy RP (od 1990 r.), International Board on Books of Young People (czł. Sekcji Polskiej 1980–1983), Association Int. des. Critiques Lit. (czł. Sekcji Polskiej 1986–1989); czł. PZPR (1977–1990).
Spoczywa na cmentarzu Solipse przy ul. Ryżowej w Warszawie-Ursusie.

## Nagrody i odznaczenia
Nagroda Pióra Czerwonej Róży (1985), Nagroda Międzynarodowego Listopada Poetyckiego w Poznaniu (1989), Nagroda im. Emila Granata (1993), Nagroda im. Klemensa Janickiego (1995) oraz Wielki Laur XII Międzynarodowej Jesieni Literackiej Pogórza w Dziedzinie Krytyki (2002). W roku 2008 jego tomik Ja, Faust otrzymał nagrodę XXXI Międzynarodowego Listopada Poetyckiego w Poznaniu za „najlepszy tomik poetycki roku”.
W 2005 został odznaczony Krzyżem Kawalerskim Orderu Odrodzenia Polski.

## Twórczość
- Z gwiazdą w oku (poezje; Instytut Wydawniczy „Pax”, 1975)
- Przechodzień z Efezu (poezje; Wydawnictwo Literackie, 1979, ISBN 83-08-00183-1)
- Sztuka wyboru (szkice literackie; Krajowa Agencja Wydawnicza, 1979)
- W wielkim akwarium ciemności (poezje; grafika Tadeusza Wyrwy-Krzyżańskiego; Piła 1988, ISBN 83-00-02470-0)
- Mity konieczne (szkice krytycznoliterackie; Wydawnictwo Łódzkie, 1989, ISBN 83-218-0640-6)
- Za zakrętem (szkice literackie; Krajowa Agencja Wydawnicza, 1989, ISBN 83-03-02715-8)
- Krytyk w składzie z porcelaną (szkice o literaturze dla dzieci i młodzieży; Nasza Księgarnia, 1990, ISBN 83-10-09453-1)
- Witold Gombrowicz, „Ferdydurke” (seria: „Przewodnik po Lekturach”; Jota, 1990)
- Zofia Nałkowska, „Granica” (seria: „Przewodnik po Lekturach”; Jota, 1990, 1991)
- Ferdydurke Witolda Gombrowicza (seria: Biblioteka „Szkolara”; Arkadia, 1995, ISBN 83-86180-09-9)
- Lekcje z Szymborską (seria: Biblioteka Szkolna/Prowincjonalna Oficyna Wydawnicza; t. 1; Bochnia, POW, 1996, ISBN 83-85474-33-1)
- Między wierszami: rozmowy o życiu i literaturze (Kielce, Wydawnictwo Ston 2, 1997, ISBN 83-86976-22-5)
- Jest źle, ale mogłoby być gorzej: rozmowa z Adamem Zielińskim (Galicyjska Oficyna Wydawnicza, Press-Rol, 1999, ISBN 83-88206-01-X)
- W labiryncie świata: Adam Zieliński w oczach krytyki (wybór i red. Tadeusz Skoczek, Leszek Żuliński; Rzeszów, Podkarpacka Oficyna Wydawnicza, 2001, ISBN 83-88206-03-6)
- Potrzeba śmiechu (szkice literackie; Wydawnictwo Nowy Świat, 2002, ISBN 83-7386-004-5)
- Czarne dziury (felietony; Wydawnictwo Adam Marszałek, 2003, ISBN 83-7322-503-X)
- Flażolet z Farlandii „Osiemdziesiąt lekcji wiersza” (Wydawnictwo Adam Marszałek, 2004, ISBN 83-7322-728-4)
- Foksal 17 (monografia PIW; Państwowy Instytut Wydawniczy, 2006, ISBN 83-06-03039-7)
- Chandra (poezje; Wydawnictwo Adam Marszałek, 2007, ISBN 978-83-7441-833-1)
- Ja, Faust (poezje; Wydawnictwo Nowy Świat, 2008, ISBN 978-83-7386-272-2)
- Rymowanki (poezje; Wydawnictwo STON 2, 2010, ISBN 978-83-7273-260-6)
- Mój świat, moja Polska (książka-wywiad z Adamem Zielińskim), Muzeum Niepodległości, 2010
- Mefisto, Wydawnictwo Adam Marszałek,, 2011
- Dzieci z Hameln, Wydawnictwo Adam Marszałek, 2012
- Totamea, Zaułek Wydawniczy „Pomyłka”, 2013
- Poezja mojego czasu, Wydawnictwo Adam Marszałek, 2014
- Ja, Faust (wersja francuskojęzyczna), Wydawnictwo Affel (Francja), 2014
- Ostatnia przeprowadzka, Zaułek Wydawniczy Pomyłka, 2014
- Rozmowa (współautor Cezary Sikorski), Zaułek Wydawniczy Pomyłka, 2015
- Suche łany, Wydawnictwo „Forma”, 2015
- Pani Puszczalska, Wydawnictwo Adam Marszałek, 2016

Ponadto Leszek Żuliński był autorem ponad 3 tysięcy publikacji prasowych, ponad 10 almanachów i antologii poetyckich, w tym Laurowo i jasno: antologia wierszy laureatów Literackiej Nagrody Nobla (wybór i opracowanie; Wydawnictwo Bohdana Wrocławskiego 1994, ISBN 83-85996-11-7), jego utwory były drukowane w ponad 20 antologiach, jego szkice – w ponad 20 pracach zbiorowych, poza tym jest autorem wstępów i posłowi do ponad 80 książek innych autorów.